# إلمر هال
إلمر هال (بالإنجليزية: Elmer Hall)‏ هو سياسي أمريكي، ولد في 12 سبتمبر 1866، وتوفي في 22 مايو 1952. حزبياً، نشط في الحزب الجمهوري. وقد انتخب عضو مجلس ولاية ويسكونسن.